# Polyrhachis trapezoidea
Polyrhachis trapezoidea är en myrart som beskrevs av Mayr 1876. Polyrhachis trapezoidea ingår i släktet Polyrhachis och familjen myror. Inga underarter finns listade i Catalogue of Life.